# تشارلز ر. لاد
تشارلز ر. لاد هو سياسي أمريكي، ولد في 9 أبريل 1822، وتوفي في 27 أكتوبر 1903. نشط حزبياً في الحزب الجمهوري. وقد انتخب عضو مجلس ولاية ماساتشوستس ‏ وانتخب عضو مجلس نواب ماساتشوستس ‏.